# Nygård östra
Nygårds östra är en småort i Nykvarns kommun i Stockholms län. 
Namnet kommer från en gård på vars mark bebyggelsen etablerats.

## Administrativ historik
2000 klassade SCB bebyggelsen i östra delen till en småort.
2010 hade bebyggelse i västra delen tillkommit och hela området räknade SCB som en tätort benämnd Nygårds hagar. 2015 justerade SCB definitionen för tätorter något, varvid man fann att avstånden mellan de olika husområdena är för stort för att området skall kunna utgöra en gemensam tätort och delarna har för få boende för att i sig kunna utgöra tätorter. Istället kom delar av orten att utgöra två småorter benämnda Nygårds östra och Nygårds västra.
2018 klassades bebyggelsen i den västra delen som en tätort benämnd Nygårds hagar medan den östra delen kvarstod som en separat småort. Vid avgränsningen 2023 klassades bebyggelsen i denna som del av tätorten och småorten avregistrerades.

## Befolkningsutveckling
| Befolkningsutvecklingen i Nygård östra 2000–2020               | Befolkningsutvecklingen i Nygård östra 2000–2020 | Befolkningsutvecklingen i Nygård östra 2000–2020 | Befolkningsutvecklingen i Nygård östra 2000–2020 | Befolkningsutvecklingen i Nygård östra 2000–2020 |
| -------------------------------------------------------------- | ------------------------------------------------ | ------------------------------------------------ | ------------------------------------------------ | ------------------------------------------------ |
|                                                                |                                                  |                                                  |                                                  |                                                  |
| År                                                             |                                                  |                                                  | Folkmängd                                        | Areal (ha)                                       |
| 2000                                                           | 2000                                             |                                                  | 155                                              | 13#                                              |
| 2005                                                           | 2005                                             |                                                  | 164                                              | 13#                                              |
| 2010                                                           | 2010                                             |                                                  | 0                                                | 0                                                |
| 2015                                                           | 2015                                             |                                                  | 178                                              | 36#                                              |
| 2020                                                           | 2020                                             |                                                  | 179                                              | 39#                                              |
| Anm.: Ny småort 2000. Del av Nygårds hagar 2010. # Som småort. |                                                  |                                                  |                                                  |                                                  |

## Samhället
Nygård består framför allt av villabebyggelse uppförd under 2000-talet. 
Vid Nygård uppfördes en skola på 1870-talet. Den användes fram till 1960-talet. Numera finns en modern skola i Nygård.